# Hirtodrosophila novicia
Hirtodrosophila novicia är en tvåvingeart som först beskrevs av Wheeler och Hajimu Takada 1964.  Hirtodrosophila novicia ingår i släktet Hirtodrosophila och familjen daggflugor. Inga underarter finns listade i Catalogue of Life.